# Matsumyia japonica
Matsumyia japonica är en tvåvingeart som beskrevs av Tokuichi Shiraki 1930. Matsumyia japonica ingår i släktet Matsumyia och familjen blomflugor. Inga underarter finns listade i Catalogue of Life.